# Hasday ibn Xaprut
Hasday ibn Xaprut, de nom complet Abu-Yússuf Hasday ibn Ishaq ibn Ezra ibn Xaprut al-Israïlí (hebreu: חסדאי בן יצחק אבן עזרא בן שפרוט, Ḥasday ben Yishāq ben Ezra ibn Šapruṭ‎; àrab: حسداي بن شبروط, Ḥasdāy ibn Šabrūṭ— (Jaén, ca. 915-Còrdova, ca. 975) fou un erudit jueu, metge, impulsor dels estudis hebraics, i conseller i diplomàtic al califat de Còrdova sota Abd-ar-Rahman III i Al-Hàkam II.

## Biografia
Fill d'Isaac ben Ezra, que havia estat cap de duanes, nasqué a Jaén l'any 915. Allí estudià llengua i religió hebrea a l'escola rabínica, i al mateix temps, la resta de les ciències, amb mestres àrabs. Posteriorment es trasllada a Còrdova amb la seva família per continuar els seus estudis superiors, i allí va rebre formació talmúdica i bíblica, aprengué l'hebreu, l'àrab i el llatí, i estudià medicina i farmàcia.
Els seus estudis farmacològics el portaren a redescobrir la triaca, medicament que servia per curar diverses malalties, i indicat especialment com a antídot contra els verins. Aquesta troballa li permetrà introduir-se a la cort omeia, fins a convertir-se en metge personal del califa. Durant la seva relació amb els califes omeies obtingué els càrrecs de Secretari de cartes llatines, cap de duanes del califat, i conseller i diplomàtic.
Com a diplomàtic fou enviat per Abd-ar-Rahman III l'any 941 al regne de Lleó per negociar amb Ramir II l'alliberament del governador Muhàmmad ibn Hasim de Saragossa i la signatura d'un tractat de pau, objectius complits després de 7 mesos d'estada a Lleó. L'any 945/946 el califa l'encomana rebre una ambaixada de l'Imperi Romà d'Orient, per signar una aliança contra el Califat Abbàssida; i en el 953 rep una ambaixada d'Otó I del Sacre Imperi Romano-Germànic, encapçalada per Johannes de Gorizia, per restablir la seguretat en les costes italianes atacades per pirates andalusins. Ordoni III de Lleó, per fer front a un partit nobiliari que ajudava al seu germanastre Sanç el Gras amb l'ajut de la seva àvia, la reina Toda de Navarra, i per Ferran González, comte de Castella, envia l'any 955/956 una delegació a Còrdova per arribar a un acord de col·laboració, i per tal motiu el califa envia a Hasday i a Muhàmmad ibn Husayn, com a caps de delegació, a LLeó, per reforçar la negociació. Sanç el Gras aconsegueix la corona al morir Ordoni III però molt aviat fou deposat, fuig a Pamplona i la seva àvia, Toda de Navarra, demana ajut a Abd-ar-Rahman III, el qual envia a Hasday amb un doble propòsit, curar l'obesitat del rei destronat, i aconseguir que es presenten en Còrdova la reina Toda, el rei Garcia Sanxes I de Pamplona, i Sanç el Gras, objectius acomplits, i amb les negociacions concloses afavoriren la tornada al tron de Sanç el Gras el 960.
En una altra ambaixada de l'Imperi Romà d'Orient, de l'any 949/950, porten com a present el tractat De Materia Medica de Dioscòrides. Ibn Xaprut dirigeix la traducció, ajudat per Nicolau, monjo grec que venia en la delegació diplomàtica, que fa una primera traducció del grec al llatí, i Ibn Xaprut tradueix el text del llatí a l'àrab.
Hasday ibn Xaprut, amb el suport d'Abd-ar-Rahman III i Al-Hàkam II, funda una escola rabínica a Còrdova, amb la participació de Moisès ben Hanokh, talmudista, i els gramàtics i poetes Menahem ben Saruq i Dunaix ben Labrat, iniciant la tor hazzav o edat d'or dels jueus hispànics. Ibn Xaprut aconsegueix l'autonomia rabínica de l'occident europeu front a les acadèmies babilòniques. Ibn Xaprut converteix Còrdova en un del majors centres de cultura jueva del seu temps, acollint estudiosos jueus de les més variades matèries com traductors, metges, geògrafs, matemàtics, astrònoms, químics i filòsofs, i traient gran quantitat de manuscrits de les biblioteques orientals.
Aconsegueix la dignitat de nassí o «príncep» de la comunitat jueva andalusí, i així es converteix en el màxim estament judicial i en el representant dels jueus davant el califa. Mantingué correspondència amb comunitats jueves de la Itàlia romana d'Orient i de França, i amb Josep, sobirà khàzar, poble turc establit al sud-est de l'estepa russa i el Daguestan, i convertit al judaisme al segle vii.